# Актас (озеро)
Актас (каз. Ақтас) — солёное озеро (под другим данным — солончак) в Карабалыкском районе Костанайской области Казахстана. Находится в 8 км к югу от посёлка Новотроицкий.
По данным топографической съёмки площадь поверхности озера составляет 1,88 км². Наибольшая длина озера — 1,9 км, наибольшая ширина — 1,3 км. Длина береговой линии составляет 5,2 км, развитие береговой линии — 1,06. Озеро расположено на высоте 225,4 м над уровнем моря.